# Hermann Schulz
Hermann Schulz, född 12 november 1933 i Tyskland, död 12 november 2017 i Stockholms Oscars distrikt i Stockholms län, var en svensk officer i flygvapnet.

## Biografi
Schulz blev fänrik i flygvapnet 1957. Han befordrades till löjtnant vid Västgöta flygflottilj (F 6) 1959, till kapten vid 1965, till major 1971, överstelöjtnant vid Skaraborgs flygflottilj (F 7) 1972, överste 1979 och överste av 1:a graden 1980.
Åren 1976–1979 var han försvarsattaché i Bonn. Åren 1980–1982 chef för flygsektionen vid Östra militärområdet (Milo Ö). Åren 1983–1987 var han försvarsattaché i Moskva och Warszawa. Åren 1987–1991 var han flottiljchef för Bråvalla flygflottilj (F 13). Åren 1988–1991 var han även styrelseledamot vid Statens försvarshistoriska museer. Schulz avgick 1991 som Överste av 1:a graden.
Schulz gifte sig 1958 med Gunnel Kristin Frank, tillsammans fick de två barn, Per och Herman.